# اوشن دریم (۱۹۸۲)
اوشن دریم (۱۹۸۲) (به انگلیسی: Ocean Dream (1982)) یک کشتی است. این کشتی در سال ۱۹۸۱ ساخته شد.